# Fissistigma uonicum
Fissistigma uonicum är en kirimojaväxtart som först beskrevs av Stephen Troyte Dunn, och fick sitt nu gällande namn av Elmer Drew Merrill. Fissistigma uonicum ingår i släktet Fissistigma och familjen kirimojaväxter. Inga underarter finns listade i Catalogue of Life.